# Roberto Salmeron
Roberto Aureliano Salmeron (São Paulo, 16 de junio de 1922 - París, 17 de junio de 2020) fue un ingeniero eléctrico y físico nuclear brasileño de renombre internacional, director e investigador emérito del Centre National de la Recherche Scientifique de Francia.

## Biografía
Salmeron estudió ingeniería eléctrica en la Escuela Politécnica de la Universidad de São Paulo (USP) y física en la Universidad Federal de Río de Janeiro. De 1947 a 1950, trabajó como investigador e instructor en la Escuela Politécnica y en el departamento de física de la Facultad de Filosofía, Ciencias y Letras de la USP, en donde estudió las radiaciones cósmicas bajo tutela de los físicos italianos Gleb Wataghin y Giuseppe Occhialini. 
De 1950 a 1953, Salmeron trabajó en el entonces recientemente creado Centro Brasileño de Investigaciones Físicas en Río de Janeiro. En São Paulo y en Río de Janeiro, Salmeron fue contemporáneo de la generación de jóvenes brillantes físicos brasileños, como César Lattes, José Leite Lopes, Oscar Sala, Mário Schenberg, Marcelo Damy de Souza Santos, Jayme Tiomno y Mario Alves Guimarães.
De 1953 en adelante, Salmeron vivió en Europa, primeramente obteniendo su Ph.D. en la Universidad de Mánchester (1953), bajo la tutela de Patrick Blackett, premio Nobel de Física, y luego como investigador asociado del Organización Europea para la Investigación Nuclear (CERN), en Ginebra, Suiza, de 1955 a 1963.
En 1963, Salmeron volvió a Brasil y aceptó el cargo de profesor de Física de la entonces recién creada Universidad de Brasilia. La dictadura militar reprimió fuertemente los movimientos liberales e izquerdistas que ocurrían en la universidad, a lo que Salmeron junto a otros 223 profesores en señal de protesta, renunciaron a la casa de estudios en octubre de 1965.
En 1966, Salmeron dejó Brasil definitivamente y retornó a trabajar en la CERN, invitado por su director, donde él tuvo importante participación en experimentos con la finalidad de descubrir el plasma de quarks-gluones. Desde 1967, Salmeron es profesor de la École Polytechnique de París, una de las más importantes escuelas de ingeniería del mundo.